# Best Youth
Best Youth é uma banda portuguesa do Porto, formada em 2011 por Rocha Gonçalves e Catarina Salinas. As suas canções, compostas em inglês, podem ser descritas como um cruzamento entre indie rock e dream pop eletrónico.

## História
Os portuenses Rocha Gonçalves (Ed) e Catarina Salinas (Kate) conheceram-se na adolescência, durante as férias de verão, e desde então tornaram-se amigos. A ideia de formar a banda nasceu quando Rocha, que estava a pensar lançar um disco a solo, convidou Catarina Salinas para cantar algumas das suas composições musicais. Acabaram por gostar tanto do resultado que decidiram formar juntos uma banda, que viria chamar-se Best Youth.
O primeiro disco, o EP Winterlies, foi lançado em 2011, incluindo nele o single "Hang Out". A sua recetividade superou as expectativas do duo, levando-os a concertos, digressões, festivais e rádios nacionais, além de colaborações musicais com André Tentugal, de We Trust — com quem lançaram em conjunto o disco "There Must Be a Place" — e Luís Clara Gomes, de Moullinex — que resultou no single "In The Shade" —, o que acabou por adiar o lançamento do álbum, que era a ideia inicial.
Em abril de 2015, os Best Youth lançaram o primeiro álbum, Highway Moon, que recebeu elogios do público, da imprensa nacional e da crítica especializada. "Red Diamond" e "Mirrorball" foram os singles deste álbum.
O segundo álbum da banda, intitulado Cherry Domino, saiu em junho de 2018 e incluiu os singles "Midnight Rain" e "Nightfalls", este último gravado e produzido por Patrick Wimberly dos Chairlift.
A banda até ao momento só compôs em inglês, mas prevê um dia compor algo em português.

## Integrantes
- Rocha Gonçalves — composição, produção, instrumentos, letra
- Catarina Salinas — vocal, letra

## Discografia

### EP
- Winterlies (2011)

### LP
- Highway Moon (2015)
- Cherry Domino (2018)

### Singles
- "Hang Out" (2011)
- "Still your girl" (2012, em conjunto com We Trust)
- "In The Shade" (2014, em conjunto com Moullinex)
- "Red Diamond" (2015)
- "Mirrorball" (2015)
- "Midnight Rain" (2018)
- "Nightfalls" (2018)